# Tim Presley
Tim Presley, známý též jako Timmy Stardust, je americký zpěvák a kytarista. Začínal koncem devadesátých let v hardcoreové kapele The Nerve Agents. V letech 2004 až 2010 byl frontmanem skupiny Darker My Love, se kterou vydal tři dlouhohrající desky. Později začal vystupovat sólově pod hlavičkou projektu White Fence. Pod tímto jménem později vydal několik dalších alb. Rovněž vydal dvě alba ve spolupráci s písničkářem Ty Segallem. V roce 2016 vydal pod svým jménem album The Wink, které produkovala velšská hudebnice Cate Le Bon. S tou Presley spolupracoval i na projektu Drinks, pod jehož hlavičkou vyšla v letech 2015 a 2018 dvě studiová alba.

## Diskografie
- The Nerve Agents (The Nerve Agents, 1998)
- Days of the White Owl (The Nerve Agents, 2000)
- The Butterfly Collection (The Nerve Agents, 2001)
- Darker My Love (Darker My Love, 2006)
- 2 (Darker My Love, 2008)
- Alive as You Are (Darker My Love, 2010)
- White Fence (White Fence, 2010)
- Be Brave (The Strange Boys, 2010)
- Is Growing Faith (White Fence, 2011)
- Family Perfume (White Fence, 2012)
- Hair (Ty Segall a White Fence, 2012)
- Sees the Light (La Sera, 2012)
- Light Show (Jack Name, 2012)
- Our House on the Hill (The Babies, 2012)
- Harlem River (Kevin Morby, 2013)
- Cyclops Reap (White Fence, 2013)
- Re-Mit (The Fall, 2013)
- …And Star Power (Foxygen, 2014)
- For the Recently Found Innocent (White Fence, 2014)
- With Light and with Love (Woods, 2014)
- Sub-Lingual Tablet (The Fall, 2015)
- Hermits on Holiday (Drinks, 2015)
- Beat the Babble (Alex Dingley, 2016)
- The Wink (Tim Presley, 2016)
- Joy (Ty Segall a White Fence, 2018)
- Hippo Lite (Drinks, 2018)
- I Have to Feed Larry's Hawk (White Fence, 2019)
- Why Hasn't Everything Already Disappeared? (Deerhunter, 2019)
- Myths 004 (Cate Le Bon a Bradford Cox, 2019)